# مارتن تريسي
مارتن تريسي (بالإنجليزية: Martin Treacy)‏ هو لاعب قذف أيرلندي، ولد في 1936 في بينيتسبريدج ‏ في جمهورية أيرلندا، وتوفي في 4 يونيو 2014 في كيلكيني في جمهورية أيرلندا.